# Volby do Zastupitelstva hlavního města Prahy 1994
Volby do Zastupitelstva hlavního města Prahy 1994 proběhly v rámci voleb do zastupitelstev obcí České republiky ve dnech 18. a 19. listopadu. Celé území města bylo jediným volebním obvodem, volilo se celkem 55 zastupitelů. Voleb se zúčastnilo 53,73 % oprávněných voličů. Vítězem voleb se stala Občanská demokratická strana.

## Výsledky hlasování
|        |                                                               |                    |          |             |      |
| Strana | Strana                                                        | Počet hlasů (abs.) | %        | Zastupitelé | +/-  |
|        | Občanská demokratická strana                                  | 11 658 227         | 41,16 %  | 23          | nová |
|        | Komunistická strana Čech a Moravy                             | 3 022 628          | 10,67 %  | 6           | ▼5   |
|        | Občanská demokratická aliance                                 | 2 669 620          | 9,42 %   | 5           | nová |
|        | Česká strana sociálně demokratická                            | 2 435 279          | 8,60 %   | 5           | ▬0   |
|        | Demokratická unie                                             | 1 460 532          | 5,16 %   | 3           | nová |
|        | Svobodní demokraté (OH)                                       | 1 377 633          | 4,86 %   | 3           | nová |
|        | Důchodci za životní jistoty                                   | 1 019 305          | 3,60 %   | 2           | nová |
|        | Křesťanská a demokratická unie - Československá strana lidová | 763 782            | 2,70 %   | 1           | ▼2   |
|        | Koalice SPR-RSČ, Sdružení důchodců ČR                         | 562 735            | 1,99 %   | 1           | ▼1   |
|        | Sdružení pražských nezávislých                                | 536 111            | 1,89 %   | 1           | ▼1   |
|        | Pražané Praze                                                 | 491 688            | 1,74 %   | 1           | nová |
|        | Strana zelených                                               | 488 323            | 1,72 %   | 1           | ▼8   |
|        | Nezávislá iniciativa                                          | 452 185            | 1,60 %   | 1           | nová |
|        | Křesťanskodemokratická strana                                 | 266 778            | 0,94 %   | 1           | ▬0   |
|        | Klub angažovaných nestraníků                                  | 260 946            | 0,92 %   | 1           | ▼1   |
|        | ostatní celkem                                                |                    |          | 0           |      |
| celkem | celkem                                                        | 28 324 976         | 100,00 % | 55          | ▼21  |